# Antonio Barberini (1494-1559)
Antonio Barberini (Florencia 1494 - Roma 1559) fue un noble y comerciante italiano, miembro de la familia Barberini.

## Biografía
Fue hijo del matrimonio formado por Francesco y Marietta Miniati. Su padre era un patricio y comerciante florentino. Tuvo otros hermanos y hermanas, entre los que se encuentran:
- Carlo (1488-1566), casado con Marietta Rustici (-1540), tuvo varios hijos entre los que destacan:
  - Antonio (1529-1571) padre de Maffeo, futuro papa Urbano VIII desde 1623.
  - Ginevra
  - Francesco (-1600)
  - Raffaello (-1581)
  - Taddeo (-1575)
- Francesco.
- Niccolo, que dirigía la sucursal de la casa paterna en Pera (Constantinopla).
- Maffeo (1506-1572).
- Maddalena, casada con Antonio Guidacci.
- Pippa, casada con Giovanni Benini.
- Lisabetta, casada con Lorenzo Mazzinghi.

Comenzó su carrera dentro de los negocios familiares. En 1527 participó en la revuelta que llevó al alejamiento de Florencia de la familia Medici, que ya detentaba el poder efectivo de la República florentina. Participó como ayudante de Nicolò Capponi, gonfaloniere. Tras la vuelta de los Médici al poder, llegaría a ser nombrado vicario de Fiorenzuola, puesto que cedería a su hermano Maffeo en 1531. El motivo de la cesión era su marcha a Roma para ocuparse de distintos negocios en la ciudad. Posteriormente su vida transcurrió viajando entre distintas ciudades italianas para ejecutar distintos negocios.
El 25 de junio de 1559 fue asesinado en la via Giulia de Roma, por parte de sicarios que pudieron estar al servicio de Averardo Seristorri, embajador en la ciudad de Cosme I, duque de la República de Florencia.
Sería enterrado en la iglesia de San Juan de los Florentinos (Chiesa di San Giovanni Battista dei Fiorentini) en Roma. En 1629, en este lugar, su pariente colateral, Carlos Barberini, duque de Monterotondo, construyó un monumento en su honor. El monumento cuenta con un busto, obra de Bernini, y se sitúa en el transepto de la iglesia.